# Dương Như Ngọc
Xem nghĩa khác tại bài Dương hậu
Dương Quốc mẫu (chữ Hán: 楊國母), tên thật là Dương Thị Vy hoặc Dương Thị Như Ngọc, là một người vợ của Tiền Ngô vương Ngô Quyền, và là Vương hậu nhà Ngô trong lịch sử Việt Nam.

## Tiểu sử
Lịch sử không ghi nhận nhiều về hành trạng của bà. Bà là con gái của Dương Đình Nghệ, được gả cho Ngô Quyền trước khi Dương Đình Nghệ bị Kiều Công Tiễn giết hại và là mẹ của Ngô Xương Văn, không có chứng minh nào bà là mẹ của Ngô Xương Ngập. Bà không có tên rõ ràng trong chính sử. Theo nhà sử học Lê Văn Lan, tên gọi Dương Như Ngọc được đặt theo dân gian mang màu sắc Đạo giáo, như trường hợp một bà Dương hậu khác cũng được đặt tên văn nghệ, là Dương Vân Nga.
Bà trở thành Vương hậu của nhà Ngô năm 939, là vị vương hậu đầu tiên được chép vào sử sách trong lịch sử Việt Nam, vì trước Ngô Quyền, đã có nhiều vua Việt Nam xưng hiệu nhưng không thấy sử sách chép vợ của các vua này (An Dương Vương, Lý Nam Đế, Triệu Việt Vương, Hậu Lý Nam Đế, Mai Hắc Đế).
Những suy đoán về tuổi tác của Ngô Quyền, Ngô Xương Ngập và con cả Xương Ngập là Ngô Xương Tỷ (tức Khuông Việt đại sư) cho thấy bà không phải là người sinh ra Ngô Xương Ngập còn vì Xương Ngập ra đời khoảng năm 915 khi Ngô Quyền chưa gặp bà và hơn Xương Văn khá nhiều tuổi.
Theo một số giai thoại, Ngô Quyền còn một người vợ họ Đỗ, tên thật là Đỗ Thị Sa quê ở Cổ Loa, nhưng bà Đỗ không có con. Do đó có thể cả ba người con sau của Ngô Quyền là Xương Văn, Nam Hưng và Càn Hưng đều là con đẻ của Dương hậu.
Bà sống tới khi Ngô Xương Văn phục hồi ngôi báu từ tay em (hay anh) bà là Dương Tam Kha và cũng trở thành Thái hậu đầu tiên được ghi trong sử sách Việt Nam. Sau đó không rõ bà mất khi nào. Có thể bà mất trước khi Xương Văn tử trận năm 965.